# كتاب الحميريين

صفحة سليمة من كتاب الحميريين، مع عنوان الفصل باللون الأحمر

كتاب الحميريين ( كتابا دا-حميرايي )  هو سرد سرياني مجهول حول اضطهاد واستشهاد المجتمع المسيحي في نجران في مملكة حمير حوالي عام 523 م والتدخلات الأكسومية التي أتت بعد ذلك. كُتب الكتاب في فترة ما بين القرنين السادس والعاشر في بيئة سريانية أرثوذكسية .

## مخطوطة
المخطوطة الوحيدة المعروفة لكتاب الحميريين غير كاملة ومتضررة جزئيا. تم اكتشافه في عام 1920 في الألواح الواقية لمخطوطة مجلدة في عامي 1469/1470.  لقد تم إعادة استخدام مخطوطة القرن العاشر لتجليد مخطوطة أخرى، وفي هذه العملية تم قطع صفحاتها. في حين أن بعض صفحات النص سليمة كلياً، إلا أن بعضها الآخر مجزأ.  من المحتمل أن النسخة الأصلية من الكتاب التي ترجع إلى القرن العاشر تحتوي على عشرة مجلدات على الأقل، كل منها يتكون من عشرين صفحة.  تم حفظ حوالي 59 صفحة من النص. 
وكان كاتب المخطوطة اسمه استيفانوس، وكان يعمل في كنيسة القديس توماس في مدينة القريتين . وأشار إلى أنه أنهى عمله في 10 أبريل 932. 